# Teorema de Green
En física y matemáticas, el teorema de Green da la relación entre una integral de línea alrededor de una curva cerrada simple {\displaystyle C} y una integral doble sobre la región plana {\displaystyle D} limitada por {\displaystyle C}. El teorema de Green se llama así por el científico británico George Green, y resulta ser un caso especial del más general teorema de Stokes. 

## Teorema
Sea C una curva de Jordan simple, positivamente orientada, en un plano y sea D la región limitada por C. Si L y M son funciones de (x, y) definidas en una región abierta conteniendo a D y tiene derivadas parciales continuas allí, entonces:

{\displaystyle \oint _{C}(L\,dx+M\,dy)=\iint _{D}\left({\frac {\partial M}{\partial x}}-{\frac {\partial L}{\partial y}}\right)dx\,dy}
donde el paso de integración a lo largo de C es antihorario.

Sean {\displaystyle D\subset \mathbb {R} ^{2}} una región simplemente conexo cuya frontera es una curva {\displaystyle C} suave a trozos orientada en sentido positivo cerrada, si {\displaystyle \mathbf {F} =(M,N):D\rightarrow \mathbb {R} ^{2}} es un campo vectorial con derivadas parciales continuas en una región abierta que contiene a {\displaystyle D} entonces
{\displaystyle \oint _{C}Mdx+Ndy=\iint _{D}\left({\frac {\partial N}{\partial x}}-{\frac {\partial M}{\partial y}}\right)dA}
donde {\displaystyle C=\partial D}.

## Demostración cuandoDes una región simple

Si es una región simple con su límite consistente en las curvas,,,, la mitad del teorema de Green puede ser demostrada.

Lo siguiente es una demostración de la mitad del teorema para la región {\displaystyle D}, se demostrará cuando {\displaystyle D} es una región tipo I donde {\displaystyle C_{1}} y {\displaystyle C_{3}} son curvas conectadas por líneas verticales (posiblemente de longitud cero). Una demostración similar existe para la otra parte del teorema cuando se considera a {\displaystyle D} como una región tipo II donde {\displaystyle C_{2}} y {\displaystyle C_{4}} son curvas conectadas por curvas horizontalmente (y otra vez, posiblemente de longitud cero). Considerando estas dos partes, uno demuestra el teorema para una región de tipo III (definida como una región que es tanto de tipo I como de tipo II). 
Puede demostrarse que si  
{\displaystyle \oint _{\partial D}Mdx=\iint _{D}\left(-{\frac {\partial M}{\partial y}}\right)dA}
y 
{\displaystyle \oint _{\partial D}Ndy=\iint _{D}\left({\frac {\partial N}{\partial x}}\right)dA}
son ciertas entonces el teorema de Green queda demostrado para la región {\displaystyle D}. Podemos probar la primera igualdad para regiones de tipo I y la segunda para regiones de tipo II con lo que el teorema de Green es válido para regiones de tipo III.
Si suponemos que {\displaystyle D} es una región de tipo I entonces {\displaystyle D} queda descrita como
{\displaystyle D=\{(x,y)\in \mathbb {R} ^{2}:a\leq x\leq b,g_{1}(x)\leq y\leq g_{2}(x)\}}
donde {\displaystyle g_{1}(x)} y {\displaystyle g_{2}(x)} son funciones continuas en {\displaystyle [a,b]}. Calculando la integral doble de la primera igualdad tenemos
{\displaystyle {\begin{aligned}\iint _{D}{\frac {\partial M}{\partial y}}\;dA&=\int _{a}^{b}\int _{g_{1}(x)}^{g_{2}(x)}{\frac {\partial M}{\partial y}}(x,y)dydx\\&=\int _{a}^{b}[M(x,g_{2}(x))-M(x,g_{1}(x))]dx\end{aligned}}}
Ahora calculemos la integral de línea para la primera igualdad. {\displaystyle \partial D} puede ser escrito como la unión de las cuatro regiones {\displaystyle C_{1}}, {\displaystyle C_{2}}, {\displaystyle C_{3}} y {\displaystyle C_{4}}.
Para {\displaystyle C_{1}} utilicemos las siguientes ecuaciones paramétricas {\displaystyle x=x} y {\displaystyle y=g_{1}(x)} con {\displaystyle a\leq x\leq b} entonces
{\displaystyle \int _{C_{1}}M(x,y)dx=\int _{a}^{b}M(x,g_{1}(x))dx}
Para {\displaystyle C_{3}} utilicemos las siguientes ecuaciones paramétricas {\displaystyle x=x} y {\displaystyle y=g_{2}(x)} con {\displaystyle a\leq x\leq b} entonces
{\displaystyle \int _{C_{3}}M(x,y)dx=-\int _{-C_{3}}M(x,y)dx=-\int _{a}^{b}M(x,g_{2}(x))dx}
La integral sobre {\displaystyle C_{3}} es negativa pues va de {\displaystyle b} a {\displaystyle a}. En {\displaystyle C_{2}} y {\displaystyle C_{4}}, {\displaystyle x} es constante por lo que
{\displaystyle \int _{C_{4}}M(x,y)dx=\int _{C_{2}}M(x,y)dx=0}
Por lo que
{\displaystyle {\begin{aligned}\oint _{\partial D}Mdx&=\int _{C_{1}}M(x,y)dx+\int _{C_{2}}M(x,y)dx+\int _{C_{3}}M(x,y)dx+\int _{C_{4}}M(x,y)dx\\&=\int _{C_{1}}M(x,y)dx+\int _{C_{3}}M(x,y)dx\\&=\int _{a}^{b}M(x,g_{1}(x))dx-\int _{a}^{b}M(x,g_{2}(x))dx\\&=\int _{a}^{b}[M(x,g_{1}(x))dx-M(x,g_{2}(x))]dx\\&=-\int _{a}^{b}[M(x,g_{2}(x))dx-M(x,g_{1}(x))]dx\\&=-\iint _{D}{\frac {\partial M}{\partial y}}\;dA\end{aligned}}}
De manera análoga se puede demostrar la segunda igualdad, combinando estos dos resultados, habremos demostrado el resultado para regiones de tipo III.

## Ejemplo
Podemos utilizar el teorema de Green para evaluar la integral de línea 
{\displaystyle \oint _{\partial D}y^{3}dx+(x^{3}+3xy^{2})dy}
donde {\displaystyle \partial D} es la trayectoria orientada en sentido antihorario desde {\displaystyle (0,0)} hasta {\displaystyle (1,1)} a lo largo de la gráfica de {\displaystyle y=x^{3}} desde {\displaystyle (1,1)} hasta {\displaystyle (0,0)} a lo largo de la gráfica de {\displaystyle y=x}.
Como {\displaystyle M=y^{3}} y {\displaystyle N=x^{3}+3xy^{2}} entonces
{\displaystyle {\frac {\partial N}{\partial x}}=3x^{2}+3y^{2}\qquad \qquad {\frac {\partial M}{\partial y}}=3y^{2}}
Aplicando el teorema de Green
{\displaystyle {\begin{aligned}\oint _{\partial D}y^{3}dx+(x^{3}+3xy^{2})dy&=\iint _{D}(3x^{2}+3y^{2}-3y^{2})dA\\&=\iint _{D}3x^{2}dA\\&=\int _{0}^{1}\int _{x^{3}}^{x}3x^{2}dydx\\&=\int _{0}^{1}(3x^{3}-3x^{5})dx\\&={\frac {1}{4}}\end{aligned}}}
Para este ejemplo, el teorema de Green se utilizó para ahorrar tiempo pues evaluar la integral de línea en este caso es algo laborioso. Es importante notar que en este caso, es aplicable el teorema de Green pues satisface las hipótesis.

## Relación con el teorema de Stokes
El teorema de Green es un caso especial en {\displaystyle \mathbb {R} ^{2}} del teorema de Stokes. El teorema enuncia 
Sean {\displaystyle D\subset \mathbb {R} ^{2}} una región simplemente conexa, {\displaystyle \partial D} su frontera orientada en sentido positivo y {\displaystyle \mathbf {F} =(M,N):D\rightarrow \mathbb {R} ^{2}} un campo vectorial con derivadas parciales continuas sobre {\displaystyle D} entonces
{\displaystyle \oint _{\partial D}\mathbf {F} \cdot d\mathbf {r} =\iint _{D}\left(\nabla \times \mathbf {F} \right)\cdot \mathbf {k} \;dA}
Podemos aumentar el campo vectorial de dos dimensiones a uno de tres dimensiones donde la componente {\displaystyle z} es constantemente {\displaystyle 0}. Escribiremos {\displaystyle \mathbf {F} } como una función vectorial {\displaystyle \mathbf {F} =(M,N,0)}. Empezaremos con el lado izquierdo del teorema de Green:
{\displaystyle \oint _{\partial D}M\;dx+N\;dy=\oint _{\partial D}(M,N,0)\cdot (dx,dy,dz)=\oint _{\partial D}\mathbf {F} \cdot d\mathbf {r} }
Aplicando el teorema de Kelvin-Stokes
{\displaystyle \oint _{\partial D}\mathbf {F} \cdot d\mathbf {r} =\iint _{S}\left(\nabla \times \mathbf {F} \right)\cdot \mathbf {\hat {n}} \;dA}
La superficie {\displaystyle S} es simplemente la región en el plano {\displaystyle D}, con el vector normal unitario {\displaystyle \mathbf {\hat {n}} } apuntando (en la dirección positiva de {\displaystyle z}) de tal manera que coincida con las definiciones de "orientación positiva" para ambos teoremas (Green y Stokes). Se verifica {\displaystyle \mathbf {\hat {n}} =\mathbf {k} }.
La expresión dentro de la integral queda
{\displaystyle {\begin{aligned}\left(\nabla \times \mathbf {F} \right)\cdot \mathbf {k} &=\left[\left({\frac {\partial 0}{\partial y}}-{\frac {\partial N}{\partial z}}\right)\mathbf {i} +\left({\frac {\partial M}{\partial z}}-{\frac {\partial 0}{\partial x}}\right)\mathbf {j} +\left({\frac {\partial N}{\partial x}}-{\frac {\partial M}{\partial y}}\right)\mathbf {k} \right]\cdot \mathbf {k} \\&=\left({\frac {\partial N}{\partial x}}-{\frac {\partial M}{\partial y}}\right)\\\end{aligned}}}
De esta manera se obtiene el lado derecho del teorema de Green:
{\displaystyle \iint _{S}\left(\nabla \times \mathbf {F} \right)\cdot \mathbf {k} \;dA=\iint _{D}\left({\frac {\partial N}{\partial x}}-{\frac {\partial M}{\partial y}}\right)dA}
luego
{\displaystyle \oint _{\partial D}\mathbf {F} \cdot d\mathbf {r} =\iint _{D}\left(\nabla \times \mathbf {F} \right)\cdot \mathbf {k} \;dA}

## Relación con el teorema de la divergencia o de Gauss
El teorema de Green es un caso especial en {\displaystyle \mathbb {R} ^{2}} del teorema de Gauss pues
{\displaystyle \oint _{\partial D}\mathbf {F} \cdot \mathbf {n} \;ds=\iint _{D}\nabla \cdot \mathbf {F} \;dA}
donde {\displaystyle \mathbf {n} } es un vector normal en la frontera.
Para ver esto, considere la unidad normal en la parte derecha de la ecuación. Como {\displaystyle d\mathbf {r} =(dx,dy)} es un vector apuntando tangencialmente a través de una curva, y la curva {\displaystyle C} está orientada positivamente, es decir, en sentido antihorario a través de la frontera, un vector normal saliente sería aquel que apunta en 90° hacia la derecha, el cual podría ser {\displaystyle (dy,-dx)}. El módulo de este vector es {\displaystyle {\sqrt {dx^{2}+dy^{2}}}=d\mathbb {r} }. Por lo tanto {\displaystyle \mathbf {n} \;dr=(dy,-dx)}.
Tomando los componentes de {\displaystyle \mathbf {F} =(N,-M)}, el lado derecho se convierte en
{\displaystyle {\begin{aligned}\int _{\partial D}\mathbf {F} \cdot \mathbf {n} \;ds&=\int _{\partial D}(N,-M)\cdot (dy,-dx)\\&=\int _{\partial D}Ndy+Mdx\end{aligned}}}
que por medio del teorema de la divergencia resulta
{\displaystyle {\begin{aligned}\int _{\partial D}Mdx+Ndy&=\iint _{D}\nabla \cdot \mathbf {F} \;dA\\&=\iint _{D}\nabla \cdot (N,-M)\;dA\\&=\iint _{D}\left({\frac {\partial N}{\partial x}}-{\frac {\partial M}{\partial y}}\right)\,dA\end{aligned}}}

## Área de una región con el Teorema de Green
Si {\displaystyle C} es una curva cerrada simple que acota una región simplemente conexa entonces el área de la región {\displaystyle D}, que denotaremos por {\displaystyle A(D)}, acotada por {\displaystyle C=\partial D} está dada por
{\displaystyle A(D)={\frac {1}{2}}\int _{\partial D}xdy-ydx}

### Ejemplo
Demostremos que el área de una elipse con semi ejes {\displaystyle a,b>0} es {\displaystyle ab\pi }.
La ecuación de una elipse es
{\displaystyle {\frac {x^{2}}{a^{2}}}+{\frac {y^{2}}{b^{2}}}=1}
que puede ser escrita como
{\displaystyle \left({\frac {x}{a}}\right)^{2}+\left({\frac {y}{b}}\right)^{2}=1}
Al hacer 
{\displaystyle {\begin{aligned}x&=a\cos t\\y&=b\operatorname {sen} t\end{aligned}}}
Obtenemos que una parametrización de la frontera de la elipse, es decir, de {\displaystyle \partial D} es
{\displaystyle {\begin{aligned}\mathbf {r} (t)&=(a\cos t,b\operatorname {sen} t)\qquad 0\leq t\leq 2\pi \\\mathbf {r} '(t)&=(-a\operatorname {sen} t,b\cos t)\end{aligned}}}
Entonces
{\displaystyle {\begin{aligned}A(D)&={\frac {1}{2}}\int _{\partial D}xdy-ydx\\&={\frac {1}{2}}\int _{0}^{2\pi }\left[ab\cos ^{2}(t)+ab\operatorname {sen} ^{2}(t)\right]dt\\&={\frac {ab}{2}}\int _{0}^{2\pi }\left[\cos ^{2}(t)+\operatorname {sen} ^{2}(t)\right]dt\\&={\frac {ab}{2}}\int _{0}^{2\pi }dt\\&=\left({\frac {ab}{2}}\right)2\pi \\&=ab\pi \end{aligned}}}